# 百人組手
百人組手（ひゃくにんくみて）とは、極真カラテの荒行のひとつで、1人の空手家が100人の空手家と連続して組手を行うことである。当初は、荒行としてではなく、外国人門下生が帰国する、もしくは海外に長期派遣する門下生への送別の意味を込めて行われていた。

## 完遂者
| 達成者                       | 達成日                    | 組手時間                  | 所要時間                  | 一本勝ち | 優勢勝ち | 引き分け | 負け |
| ---------------------------- | ------------------------- | ------------------------- | ------------------------- | -------- | -------- | -------- | ---- |
| ハワード・コリンズ           | 1972年（昭和47年）12月1日 | 2時間10分（どちらか不明） | 2時間10分（どちらか不明） |          |          |          |      |
| 三浦美幸                     | 1973年（昭和48年）4月13日 |                           |                           |          |          |          |      |
| 松井章圭                     | 1986年（昭和61年）5月18日 | 2時間24分                 | 4時間                     | 46       | 29       | 13       | 12   |
| アデミール・ダ・コスタ       | 1987年（昭和62年）4月25日 | 2時間55分（どちらか不明） | 2時間55分（どちらか不明） |          |          |          |      |
| 三瓶啓二                     | 1990年（平成2年）2月24日  |                           |                           |          |          |          |      |
| 増田章                       | 1991年（平成3年）5月19日  |                           | 3時間20分                 | 41       | 5        | 40       | 14   |
| 八巻建志                     | 1995年（平成7年）3月18日  | 2時間17分15秒             | 3時間27分                 | 22       | 61       | 12       | 5    |
| フランシスコ・フィリォ       | 1995年（平成7年）3月18日  | 2時間9分9秒               | 3時間8分                  | 26       | 50       | 24       | 0    |
| 数見肇                       | 1999年（平成11年）3月13日 | 3時間20分40秒             | 4時間4分                  | 16       | 42       | 42       | 0    |
| アルトゥール・ホヴァニシアン | 2009年（平成21年）3月29日 | 2時間27分                 | 4時間7分                  | 2        | 47       | 39       | 12   |
| タリエル・ニコラシビリ       | 2014年（平成26年）4月26日 |                           | 3時間21分                 | 21       | 43       | 27       | 9    |

## ルールと実施場所
ルール
直接打撃で行い、勝敗は一本・技あり（技あり2つで合わせ一本勝ち、1つで優勢勝ち）・優勢で判定される。百人組手中の勝敗数や内容は問われない。対戦者同士に掴み防止の握り棒 を両手に持たせる。ただし実施時期により、
- 1人あたりの組手時間が2分・1分30秒・1分と不統一
- 対戦者はローキックの使用を禁止
- 対戦者のみ握り棒を必須
- 足掛け下段回し蹴りを技ありとして認めるか認めないか
- 休憩時間の長さ

の違いがあった。
実施場所
アデミール・ダ・コスタのみブラジル支部で行い、それ以外の完遂者は全て総本部で行っている。当時、大山倍達は「アデミールが達成したことは、来る第4回オープントーナメント全世界空手道選手権大会に向けて末恐ろしい」と言う一方で「本部道場（現・総本部）以外での百人組手は認めない。理由は実施ルールが本部道場と支部は違うから」とも語り、それ以降の百人組手は他支部所属・外国籍の者もすべて総本部を訪れて挑戦するようになった。
もっとも、総本部での達成といっても、松井章圭は待田京介のプロデュースする映画の撮影で東映東京撮影所で、アルトゥール・ホヴァニシアンはフィットネスクラブichigeki内にあった極真会館（松井館長）総本部直轄恵比寿道場で、それぞれ実施された。
なお、上記のルールの違いの他に挑戦者により、
- 対戦者のレベルがまちまちで挑戦者によっては、女性・緑帯・黄帯・初心者である白帯が対戦者に含まれていた
- 同支部所属は対戦者から除外され、他部所属の黒帯と茶帯のみ
- サポーターの装着有無

と差があり、難易度は一様でなかった。

## 実施背景
1965年（昭和40年）5月21日にスティーブ・アニール、同年10月15日に中村忠、1966年（昭和41年）9月17日に大山茂、1967年（昭和42年）8月5日にルック・ホランダー、同年11月10日にジャン・ジャービスがそれぞれ達成している。しかし、その当時の百人組手は、2日もしくは3日間かけて行われていた。その後、大山倍達が百人組手は1日で行うものと定義付けしてからは、上記5名は正式な達成者として認められていない。なお、上記5名は帰国前、もしくは海外派遣前に送別の意味を込めて行われた。
アニールの百人組手については、その場にいた加藤重夫が「私はスティーブの百人組手に立ち会ってるけど、彼は百人組手をやっていないですよ。スティーブなんて8人か10人やったら空手衣なんて破れちゃって、後は立ってるだけでした。真っ赤な顔して可哀想になりましたよ。せいぜいやったって20～30人でしょう。何で百人組手達成したことになっているのかは知りませんが･･･」と証言している。ちなみに1日で行われた百人組手の最初の挑戦者は、大山泰彦である。このときの死闘は、後年史上最激の百人組手と云われるほど、激しいものであった。
大山泰彦、ハワード・コリンズ、三浦美幸らは海外インストラクターとしての旅立つ前の儀式として実施された。三瓶啓二・中村誠・三好一男らは、映画『四角いジャングル』の撮影を兼ね、小笠原和彦は千葉県内神社特設リングで、映画『最強のカラテ キョクシン』の撮影中に実施された。増田章、八巻建志、フランシスコ・フィリォ、数見肇は、世界大会優勝候補筆頭の「通過儀礼」としてそれぞれ行われた。
アデミールは自らやりたいと申し出た珍しい例で、ほとんどが自らの意志ではなく、大山倍達や各々の師匠の命令で挑戦している。三瓶は当初50人組手の予定だったのを大山に頼み込み、2回目の挑戦となった。
なお、小笠原は第16回オープントーナメント全日本空手道選手権大会（5位入賞）から2週間後に行い、本人への通達も4日前だった。三浦も一週間前に大山倍達から指名された。松井章圭は大山から「やりなさい」と言われた時に、最大限の準備期間と夏を避けたいことから「3か月、時間をください」と頼み、実施日を調整した。

## 完遂者の内容
怪我で組手自体が続行不可能になることもあり、完遂しても身体へのダメージ（脱水症状・全身打撲・肝機能障害・腎不全）が残る。達成した松井章圭・増田章・八巻建志・数見肇は入院をした。とりわけ増田と八巻は急性腎不全で人工透析の危機に陥り、両名とも医者の薦める透析を拒み、後に自然治癒で回復した。
挑戦者は極限状況に陥ることから、闘争本能がより激しくなったり、意識朦朧となりやすい。松井は67人目で頭突きと道着をつかんでの膝蹴りを行い、増田は76人目で噛み付きをした。また、増田は99人目で金的攻撃を受け、苦しんだ。
ハワード・コリンズの場合、大山倍達は四国に滞在していたので、その場に立ち会っておらず、郷田勇三が仕切った。郷田は内心「泰彦師範（大山泰彦）が失敗してるから、絶対達成させない」と思いながら進行しており、実際コリンズは潰されかけていたという。しかし、30分おきに大山が電話してきて「今、何人目だ？ 必ず達成させろよ」と都度念を押された為、郷田は「対戦者に『71人目～80人目の対戦者は下段回し蹴りを使うな』『86人目～90人目までは突きだけにしろ』など使用する技を規制して進行し、100人目まで持たせた」と語っている。
三浦美幸の相手には、盧山初雄（1人目）・添野義二・佐藤勝昭・大石代悟・東谷巧といったその当時の強豪が選ばれ、25名が4回ずつ対戦するという形だった。
三瓶啓二は2回目の挑戦で、現役引退者としては初であり、当時最高齢（35歳）の達成者であるが、女性の対戦者がいたことや約1時間の休憩を2回取り、その間に立会い責任者である大山倍達が途中で退室してしまい、無効ではないかという意見もある。
松井章圭の場合は、映画撮影で特設スタジオにて実施だったため、下段禁止令が出されていたり、「達成させてあげよう、という気持ちで戦ってください」との申し入れが対戦者にあったという。
また、三瓶や松井の対戦者には、黒帯以外の者（色帯）が多数含まれていた。
増田章は支部出身者で初めての挑戦であり、同門の城西支部門下生は対戦相手から外され、開始前に大山倍達が「対戦者は真剣に戦え。全日本チャンピオンに一本勝ちしたら、次の昇段の時の得点にします」と対戦者に発破をかけている（詳細は増田章#百人組手）。
八巻とフィリォは同一対戦者であった。八巻が真っ向勝負で組手を行っていたのに対し、フィリォはリーチを生かして、左手を伸ばし間合い をとり、カウンターの横蹴り、足掛け下段回し蹴り、ブラジリアンキックを使っていた。セコンドについたアデミール・ダ・コスタが「技をちらせ」「間合いをとれ」とアドバイスし続けたのも良かった。フィリォは終了後、それまでの達成者が病院で精密検査を受けたのに対して「大丈夫。問題ない」と言い、病院へは行かなかった。なお、フィリォは総本部での百人組手のシミュレーションを兼ねて、1か月前の2月5日にブラジル支部で既に百人組手（1人1分30秒）を行い、2時間45分で達成していた。

## 未達成者の結果
完遂者以外では1972年（昭和47年）9月に大山泰彦は61人、1979年（昭和54年）8月24日に三瓶啓二（19時開始）は49人（1回目の挑戦）、同年8月26日に中村誠（13時開始）は35人、三好一男（16時開始）は45人、1984年（昭和59年）11月18日に小笠原和彦は43人で失敗に終わった。大山泰彦は史上最激の百人組手を参照。三瓶・中村誠・三好らは真夏の死闘でスタミナを失った。小笠原は26人目で相手の道着に引っかかって負傷した右足小指が悪化したため、大山倍達がストップをかけた。